# Metalla
Metalla era una località di epoca romana, di ubicazione esatta non ancora determinata ma connesso con la zona mineraria metallifera di Iglesias,  nella provincia del Sulcis Iglesiente, in Italia.
È stato un centro minerario affidato ad un procurator metallorum dove erano destinati i cristiani e gli schiavi condannati ai lavori forzati. Citato nelle fonti antiche, doveva ospitare un edificio termale con pavimenti mosaicati e un orologio pubblico. Vi passava l'ultimo tratto della via a Tibulas Sulcis
fino a Sulci. Nelle fonti sarebbe da riconoscere nella Sartiparias dell'Anonimo Ravennate e la Sardiparias di Guidone, e con il Sardopatoris Fanum di Tolomeo.